# North Bend (Wisconsin)
North Bend es un pueblo ubicado en el condado de Jackson en el estado estadounidense de Wisconsin. En el Censo de 2010 tenía una población de 488 habitantes y una densidad poblacional de 6,66 personas por km².

## Geografía
North Bend se encuentra ubicado en las coordenadas 44°7′4″N 91°7′19″O / 44.11778, -91.12194. Según la Oficina del Censo de los Estados Unidos, North Bend tiene una superficie total de 73.3 km², de la cual 71.55 km² corresponden a tierra firme y (2.38%) 1.75 km² es agua.

## Demografía
Según el censo de 2010, había 488 personas residiendo en North Bend. La densidad de población era de 6,66 hab./km². De los 488 habitantes, North Bend estaba compuesto por el 99.18% blancos, el 0% eran afroamericanos, el 0% eran amerindios, el 0% eran asiáticos, el 0% eran isleños del Pacífico, el 0% eran de otras razas y el 0.82% pertenecían a dos o más razas. Del total de la población el 0.41% eran hispanos o latinos de cualquier raza.